# Granite (Oregon)
Granite é uma cidade localizada no estado norte-americano de Oregon, no Condado de Grant.

## Demografia
Segundo o censo norte-americano de 2000, a sua população era de 24 habitantes.
Em 2006, foi estimada uma população de 21, um decréscimo de 3 (-12.5%).

## Geografia
De acordo com o United States Census Bureau tem uma área de
1,0 km², dos quais 1,0 km² cobertos por terra e 0,0 km² cobertos por água. Granite localiza-se a aproximadamente 1432 m acima do nível do mar.

## Localidades na vizinhança
O diagrama seguinte representa as localidades num raio de 44 km ao redor de Granite.